# Dindica yuwanina
Dindica yuwanina är en fjärilsart som beskrevs av Kawazoe och Kazuo Ogata 1962. Dindica yuwanina ingår i släktet Dindica och familjen mätare. Inga underarter finns listade i Catalogue of Life.